# Hansjörg Aschenwald
Hansjörg Aschenwald (ur. 28 czerwca 1965 w Schwaz) – austriacki narciarz, specjalista kombinacji norweskiej, brązowy medalista olimpijski.
Jego syn, Philipp Aschenwald, uprawia skoki narciarskie.

## Kariera
Po raz pierwszy na arenie międzynarodowej Hansjörg Aschenwald pojawił się 17 grudnia 1983 roku w zawodach Pucharu Świata w Seefeld. Zajął wtedy 61. miejsce w konkursie rozgrywanym metodą Gundersena. Pierwsze pucharowe punkty wywalczył dopiero ponad trzy lata później, 14 marca 1986 roku w Oslo, gdzie zajął 15. miejsce w Gundersenie. Były to jego jedyne punkty w sezonie 1985/1986, wobec czego w klasyfikacji generalnej zajął 31. miejsce. Mimo iż w Pucharze Świata startował do sezonu 1993/1994 to ani razu nie udało mu się stanąć na podium. Najlepsze wyniki osiągnął w sezonach 1990/1991 i 1992/1993, które kończył na 30. pozycji.
W 1988 roku Aschenwald brał udział w igrzyskach olimpijskich w Calgary. W zawodach drużynowych wspólnie z Klausem Sulzenbacherem i Güntherem Csarem ukończył rywalizację na skoczni na drugiej pozycji. Dało to Austriakom 16 sekund straty do prowadzących reprezentantów RFN oraz dwie i pół minuty nad zajmującymi trzecie miejsce Norwegami. W biegu Austriacy nie tylko nie dogonili Niemców, ale zostali także wyprzedzeni przez Szwajcarów. Obronili jednak trzecią pozycję i zdobyli brązowe medale. W zawodach indywidualnych spadł z siódmego miejsca, które zajmował po skokach na 24. miejsce na mecie biegu. Wystąpił także na mistrzostwach świata w Val di Fiemme w 1991 roku, gdzie indywidualnie zajął 35. pozycję. W sztafecie nie wziął udziału.
Austriak startował także w zawodach Pucharu Świata B (obecnie Puchar Kontynentalny), lecz również nie odniósł sukcesów. W klasyfikacji końcowej sezonu 1993/1994 zajął 27. miejsce. W 1994 roku zakończył karierę.

## Osiągnięcia

### Igrzyska olimpijskie
| Miejsce | Dzień     | Rok  | Miejscowość | Konkurencja             | Wynik zwycięzcy | Strata      | Zwycięzca      |
| ------- | --------- | ---- | ----------- | ----------------------- | --------------- | ----------- | -------------- |
| 3.      | 24 lutego | 1988 | Calgary     | Sztafeta K-90/3 × 10 km | 1:20:46.0 h     | +30.9 s     | RFN            |
| 24.     | 28 lutego | 1988 | Calgary     | Gundersen K-90/15 km    | 38:16.8 min     | +4:28.0 min | Hippolyt Kempf |

### Mistrzostwa świata
| Miejsce | Dzień    | Rok  | Miejscowość   | Konkurencja          | Wynik zwycięzcy | Strata      | Zwycięzca           |
| ------- | -------- | ---- | ------------- | -------------------- | --------------- | ----------- | ------------------- |
| 35.     | 7 lutego | 1991 | Val di Fiemme | Gundersen K-90/15 km | 41:00.6 min     | +7:48.8 min | Fred Børre Lundberg |

### Puchar Świata

#### Miejsca w klasyfikacji generalnej
- sezon 1985/1986: 31.
- sezon 1987/1988: 33.
- sezon 1988/1989: 39.
- sezon 1990/1991: 30.
- sezon 1992/1993: 30.
- sezon 1993/1994: 65.

#### Miejsca na podium chronologicznie
Aschenwald nigdy nie stał na podium indywidualnych zawodów Pucharu Świata.

### Puchar Kontynentalny

#### Miejsca w klasyfikacji generalnej
- sezon 1993/1994: 27.

#### Miejsca na podium chronologicznie
Aschenwald nigdy nie stał na podium indywidualnych zawodów Pucharu Kontynentalnego.